# NGC 6117B
NGC 6117B (другие обозначения — MCG 6-36-24, KUG 1617+371, PGC 57822) — галактика в созвездии Северная Корона.
Этот объект не входит в число перечисленных в оригинальной редакции «Нового общего каталога» и был добавлен позднее.